# Coloptilia conchylidella
Coloptilia conchylidella é uma espécie de insetos lepidópteros, mais especificamente de traças, pertencente à família Gelechiidae.
A autoridade científica da espécie é O. Hofmann, tendo sido descrita no ano de 1898.
Trata-se de uma espécie presente no território português.